# Regina (film 2020)
Regina è un film del 2020 diretto da Alessandro Grande.

## Trama
Regina, una giovane cantautrice di 15 anni, vive con suo padre Luigi, la madre è morta anni prima e lui è tutta la sua famiglia. Condividono le stesse passioni, l'uno dipende dall'altra. Il loro legame fortissimo verrà messo in discussione a causa di un evento tragico che segnerà per sempre le loro vite: un giorno durante una gita in barca sul lago Regina travolge un sub uccidendolo. Viene convinta dal padre a scappare e a fare finta di niente. Quando viene rinvenuto il corpo, i carabinieri iniziano a indagare e a fare domande a tutti i proprietari di barche della zona ma Luigi è riuscito a vendere la sua appena in tempo. Regina è disperata e decide di avvicinarsi alla famiglia dell’uomo lavorando come babysitter e tuttofare; una sera, invece di tornare a casa, si nasconde nella mansarda e il giorno dopo vende le anfore che l’uomo aveva l’abitudine di andare a cercare sul fondale del lago per poi rivenderle sotto banco. Luigi, preoccupato perché Regina non è più tornata a casa, se la prende col suo fidanzatino Vincenzo, che non sa dove sia, e finisce per essere malmenato dai parenti del ragazzo. Quando Regina finisce in ospedale dopo aver tentato il suicidio nelle acque del lago, il padre le dice che è arrivato il momento di raccontare tutto alla polizia.

## Distribuzione
Il film è stato presentato in anteprima al 38° Torino Film Festival (2020). Unica pellicola italiana in concorso nella sezione ufficiale composta da 12 film provenienti da tutto il mondo.

## Premi e riconoscimenti
Ciak d'oro - 2021
Migliore opera prima